# Soigne ta droite
Pour plus de détails, voir Fiche technique et Distribution.
Soigne ta droite, parfois sous-titré Une place sur la Terre, est un film français réalisé par Jean-Luc Godard, sorti en 1987. Le film est librement adapté de L'Idiot de Fiodor Dostoïevski.
Le titre est inspiré du court métrage Soigne ton gauche (1938), réalisé par René Clément et scénarisé par Jacques Tati.

## Synopsis
Décrit par Godard comme « une fantaisie en 17 ou 18 tableaux pour acteurs, caméra et magnétophone », ce film est composé de plusieurs sketches dans lesquels certains acteurs jouent plusieurs rôles réels ou fictifs sur fond de musique rock. Le film est divisé en trois parties qui se croisent tout au long du film. Dans chacune d'elles, un groupe de personnes cherche sa place sur terre.
Dans la première, le groupe de musiciens Les Rita Mitsouko cherche le bon son, l'harmonie idéale. Dans la deuxième, un homme cherche une société idéale et se demande s'il n'est pas sur la mauvaise planète. Dans le troisième, des voyageurs cherchent leur destination, comme le faisait Ulysse autrefois.

## Fiche technique
- Titre : Soigne ta droite ou Soigne ta droite : Une place sur la Terre
- Réalisation : Jean-Luc Godard, assisté de Richard Debuisne
- Scénario : Jean-Luc Godard
- Photographie : Caroline Champetier
- Montage : Jean-Luc Godard et Christine Benoît
- Pays de production :  France,  Suisse
- Langue originale : français
- Format : couleurs - 35mm -  1,37:1 - Dolby
- Genre : comédie dramatique,fantastique
- Durée : 82 minutes
- Dates de sortie :
  - Canada : 21 août 1987 (première au festival des films du monde de Montréal)
  - France : 30 décembre 1987

## Distribution
- Jane Birkin : la cigale
- Dominique Lavanant : la femme de l'amiral
- Pauline Lafont : la golfeuse
- Eva Darlan : la passagère
- Isabelle Sadoyan : la grand-mère
- Carina Barone : l'Américaine
- Catherine Houssay : la première hôtesse
- Anny Seneque : la seconde hôtesse
- Eloïse Beaune : la maman
- Laurence Masliah : l'amoureuse classique
- Agnès Sourdillon : la campeuse
- Melissa Chartier : la petite fille
- Valérie Morat : la femme de chambre
- Jacques Villeret : l'individu
- François Périer : l'homme
- Michel Galabru : l'amiral
- Rufus : le policier
- Jean-Luc Godard : l'idiot et le prince
- Philippe Khorsand : le passager
- Raphaël Delpard : l'homme d'affaires
- Bruno Wolkowitch : l'amoureux classique
- Catherine Ringer : elle-même (du groupe Les Rita Mitsouko)
- Fred Chichin : lui-même (du groupe Les Rita Mitsouko)
- Jacques Péna : le papa

## Distinctions
- Prix Louis-Delluc en 1987, ex æquo avec Au revoir, les enfants de Louis Malle